# الیزابت لافتس
الیزابت فیشمن لافتس (انگلیسی: Elizabeth Fishman Loftus؛ زادهٔ ۱۶ اکتبر ۱۹۴۴ میلادی) یک دانشمند و متخصص برجستهٔ روان‌شناسی شناختی و حافظه انسان اهل ایالات متحده آمریکا است.
شهرت او به‌واسطهٔ پژوهش‌های مهم و اساسی‌اش در زمینهٔ حافظه انسان و به‌ویژه «اثر گمراه‌کنندگی» (Misinformation Effect) و «حافظه شاهد عینی» (Eyewitness Memory) و نحوهٔ ایجاد «خاطرات غیرواقعی» (False Memories) و طبیعت ذاتی اینگونه خاطرات و از جمله خاطرات بازیافت‌شده از سوءاستفاده‌های جنسی دوران کودکی است.
علاوه بر کارهای فراوان و پربارش در زمینهٔ آزمایش و پژوهش، الیزابت لافتس، دانش و نتایج یافته‌هایش را به‌طور گسترده‌ای در زمینه‌های حقوقی و قانونی بکار گرفته‌است و به‌عنوان کارشناس و متخصص برای صدها پرونده حقوقی و کیفری در دادگاه حاضر شده‌است.
شهرت الیزابت لافتس بین‌المللی است و بابت کارهای علمی‌اش، عناوین افتخاری و جوایز گوناگونی را از مراکز علمی و دانشگاه‌های مختلف دنیا دریافت داشته‌است. در سال ۲۰۰۲ میلادی، الیزابت لافتس در فهرست ۱۰۰ پژوهشگر تأثیرگذار قرن بیستم در مجلهٔ «ریویو آو جنرال سایکولوژی»، در ردهٔ ۵۸ام قرار گرفت و بالاترین رتبه را در میان زنان متخصص این حوزه داشت.

## برای مطالعهٔ بیشتر
- Hayne, H; Garry M (2006). Do justice and let the sky fall: Elizabeth F. Loftus and her contributions to science, law, and academic freedom. Routledge. ISBN 0-8058-5232-8.
- Bethschrift Redux: Research Inspired by the Work of Elizabeth F. Loftus Special Issue of Applied Cognitive Psychology, edited by M. Garry & H. Hayne, Vol. 20, 2006.